# دی‌اتانول‌آمین
دی‌اتانول‌آمین (به انگلیسی: Diethanolamine) با فرمول شیمیایی C4H11NO2 یک ترکیب شیمیایی با شناسه پاب‌کم 8113 است. که جرم مولی آن 105.14 g/mol می‌باشد. 

## دی اتانول آمین چیست ؟
دی اتانول آمین با علامت اختصاری DEA ، یک ترکیب شیمیایی آلی است که از یک آمین دسته دوم و یک الکل دوتایی تشکیل می شود. این الکل دوتایی دارای دو گروه هیدروکسیل است و همانند سایر آمین ها، دی اتانول آمین نیز به صورت یک باز ضعیف عمل می کند. ساختار مولکولی آن به صورت زیر است: